# Delta Force: Task Force Dagger
Delta Force: Task Force Dagger – gra z serii Delta Force, stworzona przez firmę NovaLogic. Gra jest rozwinięciem poprzedniej gry z serii – Delta Force: Land Warrior.
Task Force Dagger przenosi gracza do opanowanego przez terrorystów Afganistanu. W grze można walczyć jako członek jednej z dziesięciu jednostek specjalnych (lista jednostek poniżej), które brały udział w wojnie w Afganistanie. Każdy z oddziałów ma specjalne zdolności ułatwiające mu używanie określonego ekwipunku.

## Jednostki
- Delta Force
- Joint Task Force 2
- Special Air Service
- CIA Special Activities Division
- US Army Special Forces
- US Marine Corps Force Recon
- SEAL Team Six
- US Air Force Pararescue
- Special Air Service Regiment
- 75th Ranger Regiment